# Alex (Laranja Mecânica)
Alex é o protagonista, narrador e anti-herói adolescente do romance de Anthony Burgess, Laranja Mecânica, e do filme de Stanley Kubrick, Laranja Mecânica, no qual ele é interpretado por Malcolm McDowell. No filme, seu sobrenome é DeLarge, uma referência a Alex chamando a si mesmo de Alexander the Large no romance. No filme, entretanto, dois artigos de jornal imprimem seu nome como "Alex Burgess". Ele narra suas aventuras violentas usando uma linguagem de gírias chamada de "Nadsat", levando sua gangue de drugues em farras de "ultraviolência". Filho único, Alex vive em um apartamento com seus pais humildes e amorosos, que parecem desconhecer o seu estilo de vida criminal. Aficionado em violência e música clássica, ele corre solto pelas ruas de Londres com sua gangue: Pete, Georgie e Dim.
O American Film Institute classificou Alex como o 12º vilão de cinema de todos os tempos, a revista cinematográfica Empire selecionou Alex como o 42º maior personagem de cinema de todos os tempos e a revista Wizard classificou Alex como o 36º vilão de todos os tempos.

## Personagem
Alex é o narrador, protagonista e anti-herói do romance. Ele é retratado como um sociopata que rouba, estupra, espanca e escolhe pessoas aleatoriamente, para sua própria diversão, também não mostrando nenhum remorso quando ele percebe que matou acidentalmente uma mulher quando estava tentando roubá-la. Intelectualmente, ele sabe que esse tipo de comportamento é errado, dizendo que "não se pode ter uma sociedade com todo mundo se comportando na minha maneira de noite". No entanto, confessa ser um pouco confuso com as motivações daqueles que desejam reformá-lo e outros como ele, dizendo que nunca iria interferir com o seu desejo de ser bom, mas apenas que "irá para a outra loja." Alex acredita que o mal é o estado natural de todos os seres humanos. Na escolha de ser mau, ele está escolhendo ser humano.
Alex começa como um líder de gangue de quinze anos da "juventude moderna". Ele fala Nadsat, gírias adolescentes criadas pelo autor Anthony Burgess. A linguagem é baseada nas palavras em inglês e russo, e também pega emprestado pedaços de romani e da Bíblia enquanto sua fala contém certos coloquialismos. Sua bebida preferida é o leite fortificado com adrenocromo ("drencrom"), que ele e seus drugues bebem para fortalecer-se para a "ultraviolência". Alex é inteligente e gosta muito de música clássica, especialmente Beethoven, ou, como ele o chama, "Ludwig van". Enquanto ouve essa música, ele fantasia sobre cenas intermináveis de estupro, tortura e matança.

## Biografia do personagem
No início do romance, Alex tem 15 anos e já é um delinquente juvenil veterano. No filme, para minimizar a polêmica, Alex é retratado com um pouco mais de idade, em torno de 17 ou 18 anos (se McDowell tinha 26 anos quando interpretou Alex). Ele mora com seus pais em um sombrio, fortemente vandalizado condomínio municipal em uma cidade inglesa em um futuro próximo.
Ele é o líder de uma gangue de "drugues": Pete, Georgie e Dim. Embora o mais novo do quarteto, é claramente o mais inteligente e ousado, bem como aquele que vem com a maioria das ideias. Dim, que se ressente da forma que Alex o trata, impede Alex de escapar da casa de uma mulher que eles tentaram roubar, e Alex é enviado para a prisão por assassinato.
Alex é condenado a "14 anos de Staja 84F", a palavra "Staja" é a abreviatura de "Cadeia Estadual". Ele ignora o código presidiário de ética, traindo os planos de fuga de um colega prisioneiro para a residência do capelão, sabendo que ele vai denunciá-lo ao diretor. Ele impressiona o capelão lendo a Bíblia (utilizando-a para fantasiar sobre ser um dos mais cruéis imperadores romanos, ou um dos soldados que torturaram Jesus Cristo). Ele é selecionado para o "tratamento Ludovico", justificado no romance por pisar em um companheiro de prisão detestável até a morte em sua cela.
O tratamento, uma forma de terapia de aversão, envolve uma injeção que quando aplicada nele com uma droga, faz com que ele violentamente fique doente, e, em seguida, envolve a exibição de filmes de estupro e violência - o que irá resultar em que ele fique doente com o pensamento de ferir ninguém. Ao ser forçado a assistir imagens de um campo de concentração nazista, Alex percebe a trilha sonora, a música clássica. Enquanto no romance, esta trilha sonora, aliás faz Alex, em certo sentido, ter uma "reação alérgica" a todas as músicas, o filme se concentra exclusivamente na Nona Sinfonia de Beethoven, que era a sua sinfonia em particular, que geralmente brinca, coincidentemente também a sua favorita. Desde que ele agora associa a Nona Sinfonia de Beethoven com a violência, ele similarmente fica doente quando a ouve.
Após o tratamento Ludovico, a sentença de Alex é comutada ao tempo de serviço e ele é liberado. No entanto, ele logo descobre que o tratamento funcionou muito bem: ele não pode se defender, mesmo quando necessário. Ao voltar para casa, ele é rejeitado por seus pais, que têm alugado o seu quarto e entregado seus pertences à polícia em conformidade com uma nova compensação das vítimas por lei. Na versão do romance, ele é, então, quase espancado até a morte por um bibliotecário que sua gangue já havia vitimado (no filme por um bando de desabrigados). Quando dois policiais se envolvem, eles acabam por ser outro senão Dim, seu ex-sócio, e Billyboy, um ex-adversário e líder de gangue que Alex tinha vencido no passado, que brutalizam-o ainda mais e o deixam para morrer.
Desorientado com a dor, Alex se depara com a casa mais próxima, pedindo ajuda. O proprietário, um escritor paraplégico com quem o governo chama de "subversivo", reconhece Alex dos jornais e quer ajudá-lo. Alex reconhece o escritor bem: como um homem a quem ele e seus amigos já haviam espancado quase até a morte (daí a sua paralisia) e forçado-o a assistir como eles estupravam sua esposa (que mais tarde morreu de ferimentos provocados pelo ataque). O escritor não faz a conexão com o acontecimento, inicialmente e trata-o bem, mas finalmente percebe a verdadeira identidade de seu convidado, no filme, quando o escritor ouve Alex no banho cantando a música "Singin' in the Rain", que ele tinha cantado durante o ataque. No romance, o escritor percebe que ele está lidando com quando Alex diz: "Eu pensei que você não tinha um telefone", lembrando-se da desculpa de sua esposa para não deixar Alex e sua turma entrarem na casa.
Em busca de vingança, o escritor droga Alex, tranca-o em uma sala, e obriga-o a ouvir a Nona Sinfonia, cujos efeitos em Alex haviam sido mencionados na conversa. Sacudido com dor, Alex tenta cometer suicídio pulando pela janela - só para despertar em um hospital, onde os efeitos do tratamento estão passando. Seus pais chegam a recebê-lo de volta em casa, e o Ministro do Interior, sofrendo com a má publicidade que o caso de Alex trouxe, oferece-lhe um emprego no governo. No filme e nas primeiras edições nos Estados Unidos do livro, Alex se torna ultra violento novamente, pensando sarcasticamente: "Eu estava curado mesmo", segundos antes de ele visualizar cenas de estupro e violência ao placar da 9ª de Beethoven, como ele tem feito muitas vezes antes.
O capítulo final da edição britânica de Laranja Mecânica mostra Alex, com 18 anos, em seu trabalho do governo na Biblioteca Nacional, crescendo fora de sua sociopatia e sonhando em começar uma família.

## Recepção
O American Film Institute classificou Alex como o 12º maior vilão do cinema de todos os tempos. A revista Empire selecionou Alex como o 42º maior personagem do cinema de todos os tempos, e a revista Wizard classificou Alex como o 36º maior vilão de todos os tempos. A atuação de Malcolm McDowell foi amplamente aclamada pelos críticos. McDowell foi nomeado para o Globo de Ouro de Melhor Ator - Drama Cinematográfico, e alguns consideram seu fracasso em receber uma indicação de Melhor Ator no Oscar um grande desprezo. Em 2008, seu desempenho foi classificado em 100º lugar nas "100 Maiores Performances de Todos os Tempos" da revista Premier.
Em 2004, Vanessa Claire Smith ganhou o prêmio de Melhor Performance Feminina do LA Weekly por sua performance de gênero na produção teatral de A Clockwork Orange.